# James Brown (senator)
James Brown, född 11 september 1766 nära Staunton i Virginia, död 7 april 1835 i Philadelphia, var en amerikansk politiker (demokrat-republikan) och diplomat. Han var ledamot av USA:s senat från Louisiana 1813-1817 och 1819-1823.
Han var bror till kongressledamoten John Brown och kusin till senatorn och justitieministern John Breckinridge. Brodern John Brown var ledamot av USA:s representanthus från Virginia och ledamot av USA:s senat från Kentucky.
Brown studerade juridik och inledde sin karriär som advokat i Frankfort. Han flyttade senare till New Orleans och arbetade som distriktsåklagare där. Han blev invald i senaten i ett fyllnadsval 1 december 1812 och tillträdde som senator i februari 1813. Han lyckades inte bli omvald direkt men kom tillbaka till senaten två år senare. Han avgick från senaten 10 december 1823. Han var ordförande i senatens utrikesutskott i den 16:e kongressen. James Brown var USA:s minister i Frankrike 1823-1829.
Henry Clays son kongressledamoten James Brown Clay fick sitt namn efter James Brown. Browns fru var James Brown Clays moster.